# Волчанецкая, Валентина Фёдоровна
Валентина Фёдоровна Волчанецкая (бел. Валянціна Фёдараўна Валчанецкая; 1898—1980) — белорусская советская артистка оперы (меццо-сопрано). Народная артистка БССР (1955).

## Биография
Валентина Волчанецкая родилась 27 ноября (9 декабря) 1898 года в Нижнем Новгороде Российской империи (ныне в России).
В 1917—1920 училась в Московской консерватории у В. М. Зарудной, брала уроки пения у В. Н. Петровой-Званцевой.
В 1920—1940 солистка оперных театров Смоленска, Тбилиси, Саратова, Баку, Свердловска, Ташкента, Куйбышева, Алма-Аты.
С 1940 года солистка Белорусского театра оперы и балета.
Член КПСС с 1947 года.
В 1957 году оставила сцену, продолжив творческую деятельность в качестве режиссёра-педагога художественной самодеятельности.
Умерла 6 мая 1980 года.
Урна с прахом в закрытом колумбарии Николо-Архангельского кладбища.

## Творчество
Волчанецкой были присущи тонкость музыкальной и сценической интерпретации материала, умение создавать выразительные характеры. Выступала на белорусской сцене в партиях Ганки и Агаты («Михась Подгорный» и «Девушка из Полесья» Е. К. Тикоцкого), Марии Грегатович («Кастусь Калиновский» Д. Лукаса), Степаниды («Надежда Дурова» А. Богатырёва), Графини («Пиковая дама» П. И. Чайковского), Кармен («Кармен» Ж.Бизе).

## Признание и награды
- Заслуженная артистка Белорусской ССР
- Народная артистка Белорусской ССР (1955)